# Urat jezik
Urat jezik (ISO 639-3: urt), jedini predstavnik istoimene podskupine jezika šire skupine wapei-palei. Govori ga 6 280 ljudi (2003 SIL) u dvadeset sela u provinciji East Sepik, Papua Nova Gvineja. Ima nekoliko dijalekata: wasep ngau (sjeverni urat; 2 476), wusyep yihre (centralni urat; 2 058), wasep yam (južni urat; 1 208), wusyep tep (istočni urat; 547).
Većina govori i tok pisin [tpi]; pismo: latinica

## Vanjske poveznice
- Ethnologue (14th)
- Ethnologue (15th)